# Force aérienne libyenne (1951–2011)
La force aérienne libyenne (en arabe : القوات الجوية الليبية) est la branche militaire libyenne responsable de la guerre aérienne. En 2010, avant la guerre civile en Libye, la force aérienne de la Jamahiriya arabe libyenne possédait un effectif estimé à 18 000 personnes, avec un inventaire de 374 avions de combat opérationnels exploités sur 13 bases aériennes, disséminées sur l'ensemble du territoire libyen.

L'armée de l'air fut créée en tant que force aérienne royale libyenne (Al Quwwat al Jawwiya al Malakiya al Libiyya) en 1951, et a été équipée, à ses débuts, d'un petit nombre d'aéronefs de formations et de transports : des Douglas C-47 et Lockheed T-33. Cependant, des F-5 Freedom Fighter furent livrés à partir de 1967. En 1970, elle changea son nom en force aérienne de la république arabe libyenne (FARAL). Après que les forces américaines aient quitté la Libye en 1970, la base aérienne américaine de Wheelus, située à 11 km de Tripoli, devenue une installation militaire de la FARAL et fut rebaptisée base aérienne Okba Ben Nafi. La base abrita l'état-major de l'armée de l'air et une grande partie de ses principales installations de formation. À partir de 1970, une très forte expansion de l'institution eut lieu grâce à l'achat d'un grand nombre d'aéronefs de combat soviétiques et français.

## Histoire

### Guerre froide (1951-1990)
En mai 1967, le royaume de Libye conclu à un accord avec les États-Unis afin d'acquérir 10 Northrop F-5. Ce sont les premiers chasseurs de la jeune force aérienne qui ne possédait, à l'époque, que six Douglas C -47 de transport et trois Lockheed T-33A de formation. Cinquante-six personnes ont suivi une formation sur les bases aux États-Unis.

#### République arabe libyenne (1969-1977)
À la suite de la prise du pouvoir par le colonel Kadhafi, en 1969, la chute du royaume de Libye et la mise en place de la nouvelle république arabe libyenne, la force aérienne royale libyenne est renommée force aérienne de la république arabe libyenne.

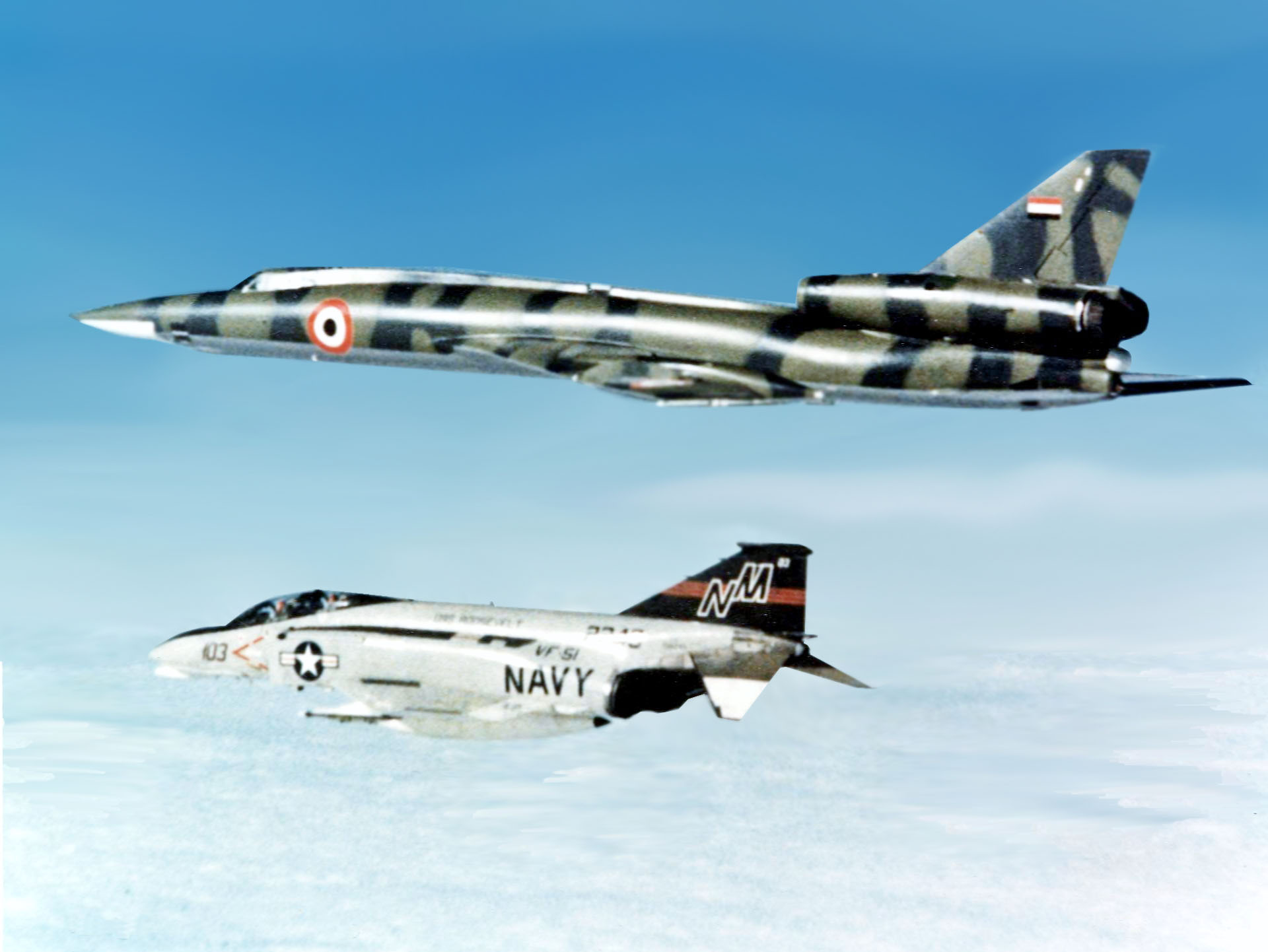
Un McDonnell F-4N Phantom II de la marine américaine intercepte un bombardier de conception soviétique, le Tupolev Tu-22 Blinder, livré à la République arabe libyenne, vers avril 1977.

Alors que les soviétiques prirent résidence sur la base aérienne Okba Ben Nafi, l'entretien des F-5 ayant diminué, la plupart furent vendus à la Turquie. Avec l'aide soviétique, la FARAL est organisée en trois escadrons de chasseurs d'interception, un escadron de bombardier moyen Tupolev Tu-22, cinq escadrons d'attaque au sol, un escadron de contre-insurrection, neuf escadrons d'hélicoptères, et trois brigades de défense aérienne déployant des SA-2, SA-3, et des missiles Crotale. Parmi les avions de combat, le Département d'État des États-Unis estime, en 1983, que 50% étaient stockés, dont la plupart étaient des chasseurs MiG et bombardiers Tu-22. En 1971, 11 C-130 civils furent livrés par les États-Unis et converti en Italie en versions militaires. Quatre-L 100-30 ont été rachetés aux Philippines et au Luxembourg en 1981. En 1976, 20 CH-47 Chinook de transport lourd ont été acquis via l'Italie, dont 14 furent transférés à l'armée de terre libyenne dans les années 1990.
La Force aérienne de la république arabe libyenne exploita un grand nombre de Mikoyan Gourevitch MiG-25, car, selon certaines sources, plus de 60 ont été livrés. Les variantes utilisés étaient les MiG-25PD, MiG-25RBK, MiG-25PU et MiG-25RU. Ils furent pilotés par le 1025e escadron à Jufra-Hun, le 1055e escadron à Ghardabiya et un escadron non identifié sur la base aérienne de Sabha. Il semblerait que tous ces appareils furent retirés en 2007. En outre, des avions Mirage 5 sont achetés peu de temps après le coup d'État de Kadhafi, avant d'être également retirés en 2008 afin de fournir des pièces de rechange au Pakistan.

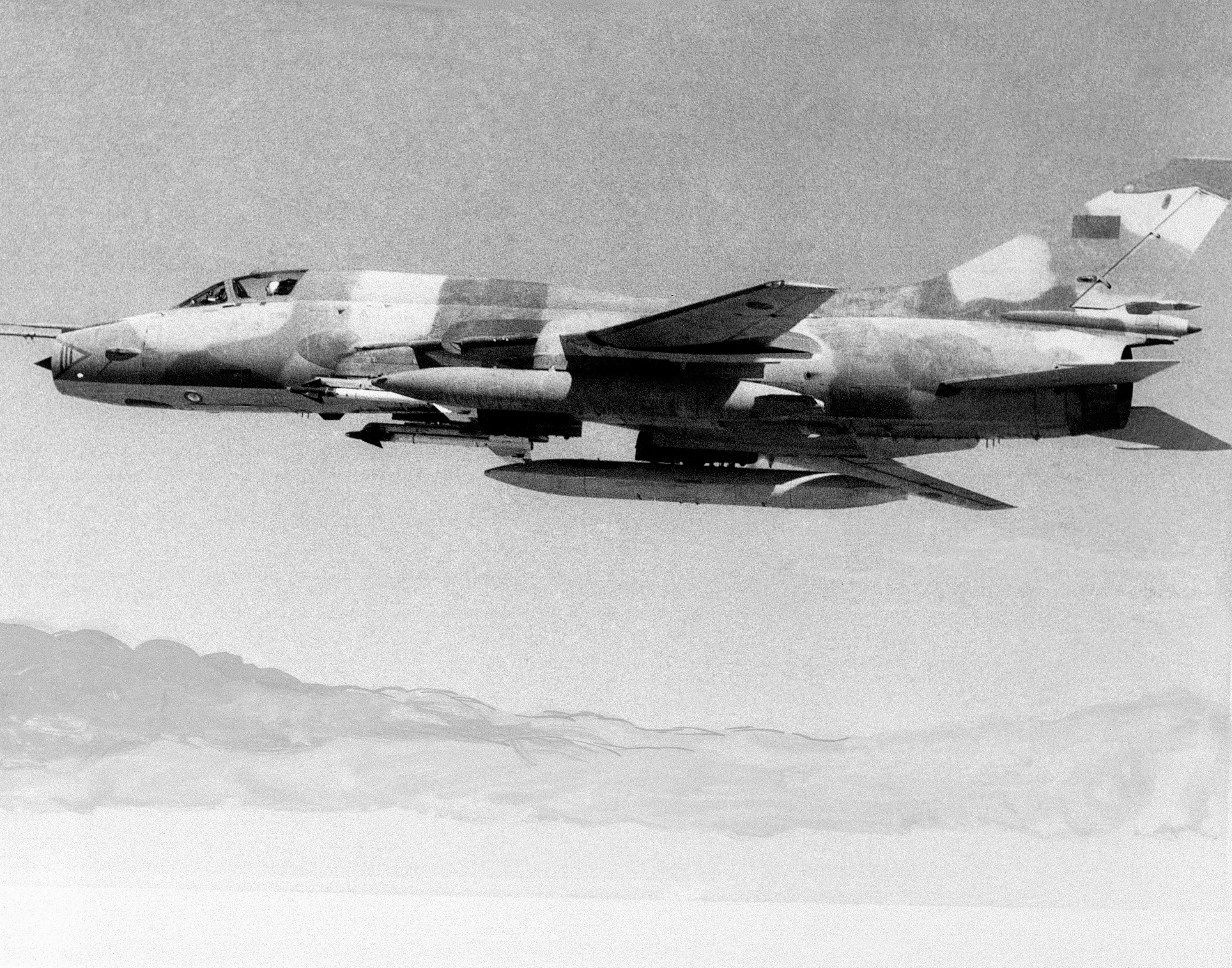
Su-22M3 Fitter libyen.

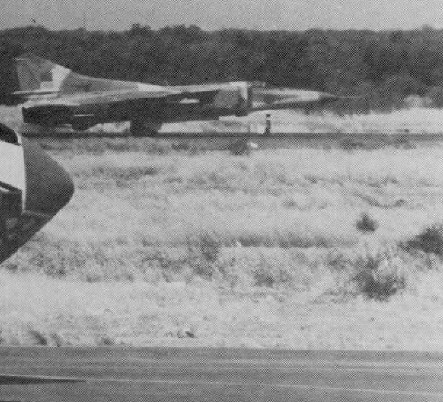
MiG-23MS de l'armée de l'air libyenne roulant sur la piste de la base aérienne de Faya-Largeau au Tchad au milieu des années 1980.

#### Jamahiriya arabe libyenne (1977-1990)
Lorsque Kadhafi décide de se retirer de l'Union des Républiques arabes, à la suite du voyage en Israël, le 19 novembre 1977, du président égyptien Anouar el-Sadate, le gouvernement libyen abandonne alors son drapeau semblable à celui de l'Égypte et adopte un drapeau uniformément vert. De plus, quelques accrochages entre chasseurs libyens et égyptiens avaient été rapportés, en juillet, pendant la guerre égypto-libyenne, où une vingtaine d'avions libyens furent détruits. En mars de la même année, la République arabe libyenne était devenue la « Jamahiriya arabe libyenne populaire et socialiste ». Le nom de la force aérienne libyenne devint alors force aérienne de la Jamahiriya arabe libyenne (FAJAL), tandis que la cocarde prend la même couleur que celui du drapeau nouvellement instauré.
L'armée de l'air a également été impliqué dans le combat, auprès de ses alliés ougandais, contre la Tanzanie, en 1979, dans le cadre de la guerre ougando-tanzanienne. Seul un Tupolev Tu-22 a effectué une mission de bombardement, sans succès, contre la ville de Mwanza.
Dans les années 1970 et 80, des MiG et Tupolev libyens étaient des visiteurs réguliers de l'espace aérien international, à proximité de bases de l'Italie et de l'OTAN. Le 19 juillet 1980, un MiG-23 libyen s'est écrasé sur les montagnes de la Sila, au sud de l'Italie.

##### Conflit tchado-libyen (1978–1987)
L'armée de l'air a été largement utilisée dans les combats au Tchad dans les années 1980, afin d'appuyer les unités au sol. Il a été rapporté que de nombreux bombardements de la force aérienne populaire libyenne ont été réalisées à trop haute altitude.
Le 17 février 1986, en représailles au raid aérien de l'armée de l'air française mené sur la base aérienne d'Ouadi Doum, un Tu-22B attaqua l'aéroport de N'Djamena, abritant le contingent français Épervier. Volant sous la couverture radar française sur plus de 1 127 km, il a accéléré à plus de Mach 1, grimpa à 5 030 m et largua trois bombes lourdes. Malgré la vitesse et la hauteur considérable, l'attaque fut extrêmement précise : deux bombes frappèrent la piste, et la dernière détruisit le taxiway, obligeant l'aérodrome a rester fermé pendant plusieurs heures. Cet avion rencontra des problèmes techniques sur son voyage de retour. Des avions américains de reconnaissance d'alerte rapide basés au Soudan ont, en effet, entendu un appel de détresse envoyé par le pilote du Tu-22. Celui-ci s'est probablement écrasé avant d'atteindre sa base à Aouzou (certainement touché par des tirs de canon anti-aérien de l'aéroport de N'Djamena).
Le 8 août 1987, lors d'une attaque tchadienne sur une base libyenne abandonnée, un bombardier Tu-22 est abattu par un missile SA-6 capturé. Un autre Tu-22 est perdue le 7 septembre 1987, quand une batterie française de missiles anti-aériens MIM-23 Hawk abattu un des deux bombardiers libyens qui attaquaient N'Djamena,.
Les tchadiens ont capturé la base de Ouadi Doum en 1987, et détruit ou capturé deux SF.260, trois Mil Mi-25, deux bombardiers Tu-22B, onze L-39, deux batteries 9K33 Osa, et une multitude d'équipements supplémentaires, des armes, des moyens logistiques et des munitions - une bonne partie fut transporté par avion vers la France et les États-Unis au cours des cinq jours suivants. Quatre avions de transport américains C-5 Galaxy ont été envoyés à N'Djamena afin de collecter le matériel libyen capturé.
Le 5 septembre 1987, des tchadiens pénétrèrent en Libye afin d'attaquer la base aérienne Maaten al-Sarra situé 96,5 km de la frontière tchado-libyenne. La bataille de Maaten al-Sarra fut une victoire décisive pour le Tchad car plusieurs avions de la FAJAL furent détruits sur le terrain, tandis que les victimes tchadiennes furent mineures.
Le 8 octobre 1987, un Su-22M-22K est abattu par un missile FIM-92A Stinger dans le nord du Tchad. Le pilote, le capitaine Diya al-Din, s'éjecte et est fait prisonnier. La force aérienne de Jamahiriya arabe libyenne organisa immédiatement une opération de sauvetage, entraînant la perte d'un MiG-23 Flogger libyen, également abattu par un autre Stinger. En décembre 1988, un SF.260 de la FAJAL est détruit par les troupes tchadiennes au nord du Tchad.

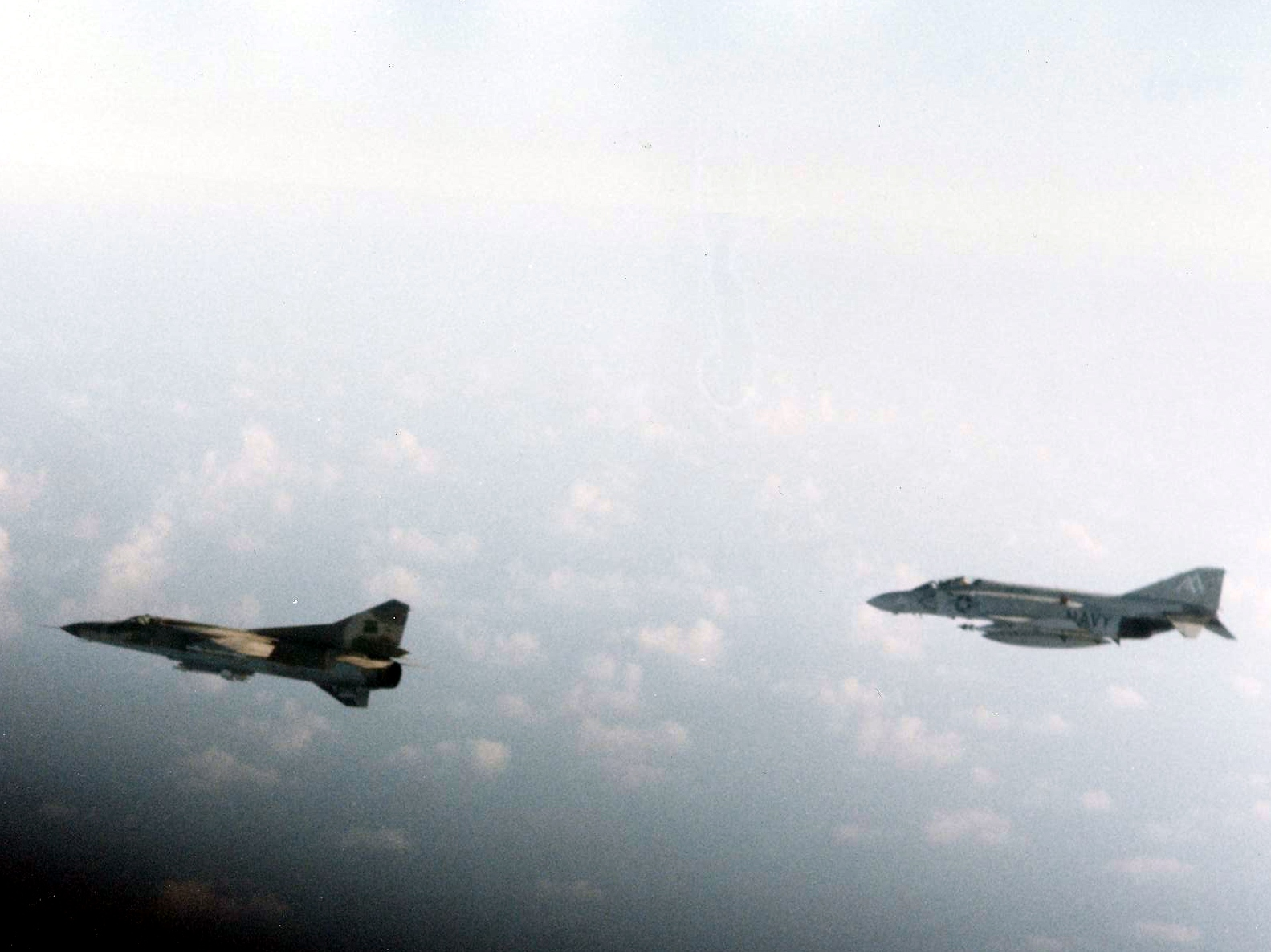
Un McDonnell F-4J Phantom II de l'escadron de chasse VF-74 Be-Devilers de la marine américaine escortant un Mikoyan-Gurevich MiG-23 libyen au-dessus du golfe de Syrte.

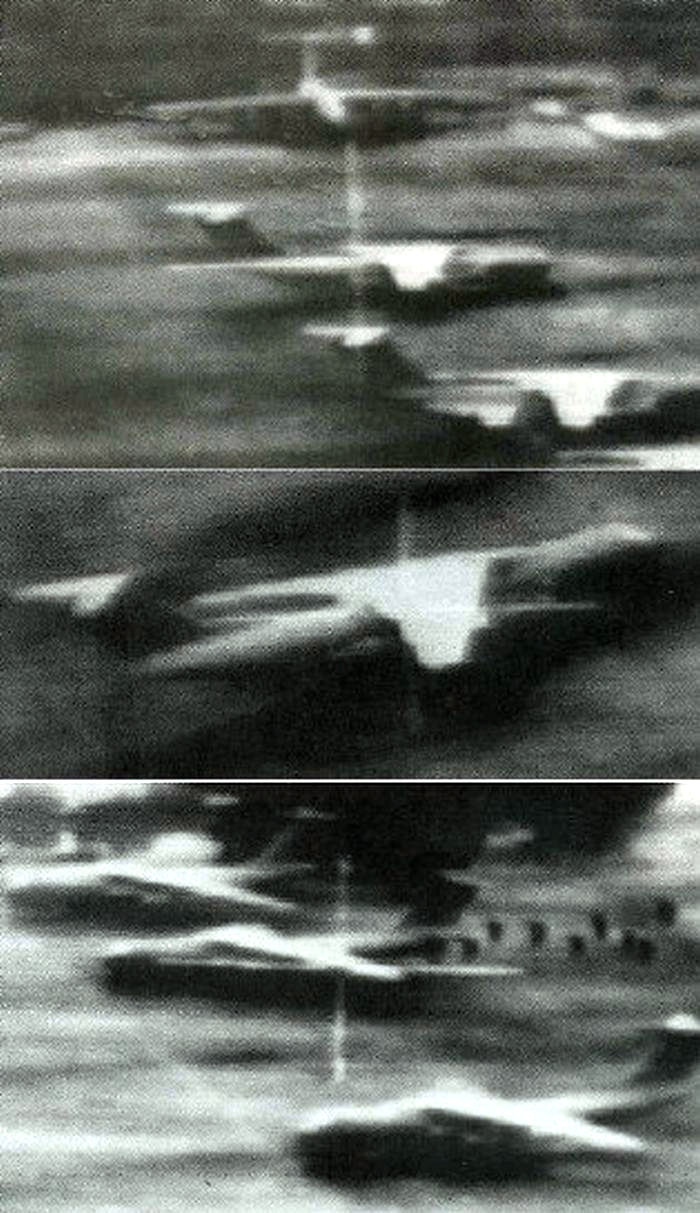
Iliouchine Il-76 libyens ciblés lors du bombardement de l'aéroport de Milaga.

##### Incidents de Syrte
Depuis 1973, la Libye revendiquait la majeure partie des eaux du Golfe de Syrte comme faisant partie de ses eaux territoriales, et considérait que toute intrusion était une déclaration de guerre. Les tensions entre les États-Unis et la Libye étaient grandes après que les États-Unis ont accusé la Libye de fabriquer des armes chimiques à Rabta. En 1973, puis en 1980, des avions de chasse libyens font feu sur des avions de reconnaissance américains patrouillant près des côtes libyennes. Le 19 août 1981, deux Su-22 tirent avec un missile AA-2 Atoll sur une patrouille de deux F-14A américains de la VFA-41 basé sur le USS Nimitz, sans parvenir à les atteindre. La réplique des pilotes américains est alors immédiate, et les avions libyens sont détruits. Les militaires libyens auraient finalement réussi à s'éjecter et être secourus.
Un nouvel incident se reproduisit dans le Golfe de Syrte lors d'un exercice de l'US Navy au large de la Crète, le 4 janvier 1989. Alors que des MiG-23 prirent en chasse les F-14, ces derniers tirèrent des missiles AIM-9 Sidewinder et AIM-7 Sparrow sur les avions libyens afin de pas leur laisser l'avantage d'ouvrir le feu. Contrairement à l'incident survenu 8 ans plus tôt, les forces libyennes ne vinrent jamais au secours des pilotes libyens éjectés.

##### Opération El Dorado Canyon (1986)
Alors que Mouammar Kadhafi est impliqué dans le terrorisme en Europe et ailleurs, des agents libyens font exploser une bombe dans une discothèque de Berlin-Ouest, le 5 avril 1986, tuant trois personnes et blessant 229 autres personnes, dont plusieurs faisant partie des forces armées américaines. Le président des États-Unis, Ronald Reagan, ordonne alors une attaque contre la Libye le 14 avril en représailles. Une campagne de bombardement est alors effectuée le 15 avril par 45 avions américains. Aucun chasseur libyen n'a décollé pour donner la chasse aux avions américains, tandis que les pertes matériels de la FAJAL s'évaluent à.
- 6 Iliouchine Il-76
- 1 Boeing 737
- 1 Aeritalia G.222
- 16 Mikoyan-Gourevitch MiG-23
- 2 Fokker F27
- 2 Mil Mi-8

### L'après guerre-froide (1990-2011)
Avec la dissolution de l'Union soviétique et l'élimination de l'aide militaire par la nouvelle fédération de Russie, le soutien soviétique puis russe fut considérablement réduit. La dernière livraison d'avions soviétiques à la Jamahiriya arabe libyenne fut de 15 Su-24 Fencer en mars et avril 1989.
La baisse des prix du pétrole, en 1990, et l'embargo de l'ONU, provoqua l'achat d'équipements modernes presque impossible. Les sanctions de l'ONU seront finalement levées début 1999, et la force aérienne de la Jamahiriya arabe libyenne entama des négociations avec la Russie sur de futurs mises à niveau de ses MiG-21 et MiG-25, tout en exprimant un intérêt pour des MiG-29 et MiG-31 à long rayon d'action. Toutefois, bon nombre de ses avions de transport et de combat étaient stockés et donc non opérationnels.
En janvier 2008, la Jamahiriya a acheta 4 avions de patrouille maritime ATR-42MP à Alenia, en Italie.
Avant 2011, les MiG-21 de la FAJAL n'étaient en mesure de voler en raison de problèmes de fonctionnement signalés. De plus, sur 170 MiG-23 livrés, 30 à 50 appareils étaient censés être opérationnels et pilotables. Ces ratios étaient similaires sur plusieurs autres types d'aéronefs.

### Guerre civile libyenne (2011)
Pendant la guerre civile libyenne, les avions de combat de la force aérienne populaire libyenne et des hélicoptères d'attaque effectuèrent des frappes aériennes répétées sur des manifestants, ciblant aussi bien un cortège funèbre qu'un groupe de manifestants qui tentaient de rejoindre une base militaire. Ahmed Elgazir, chercheur des droits de l'Homme, avait signalé que le centre d'information en Libye avait reçu un appel téléphonique par satellite d'une femme qui a été "témoin d'un massacre en cours". Cette information n'a pu être vérifiée, car les lignes téléphoniques dans le pays avaient été bloquées. Le 21 février 2011, deux pilotes libyen, après avoir défié l'ordre de bombarder des manifestants, font défection en volant, à bord de leur Mirage F1, jusqu'à Malte afin de demander l'asile politique.
Le 23 février 2011, l'équipage d'un Sukhoi-22, le pilote Abdessalam Attiyah Al-Abdali et son copilote Ali Omar al-Kadhafi, s'éjecta près d'Ajdabiya, 161km à l'ouest de Benghazi, après avoir refusé les ordres de bombarder la ville de Benghazi. Les forces anti-Kadhafi et les groupes de l'opposition syrienne affirment que des pilotes syriens effectuèrent des attaques pour la Jamahiriya arabe libyenne[réf. souhaitée]. Les rebelles ont affirmé avoir abattu jets libyens sur Brega et Ra's Lanuf.

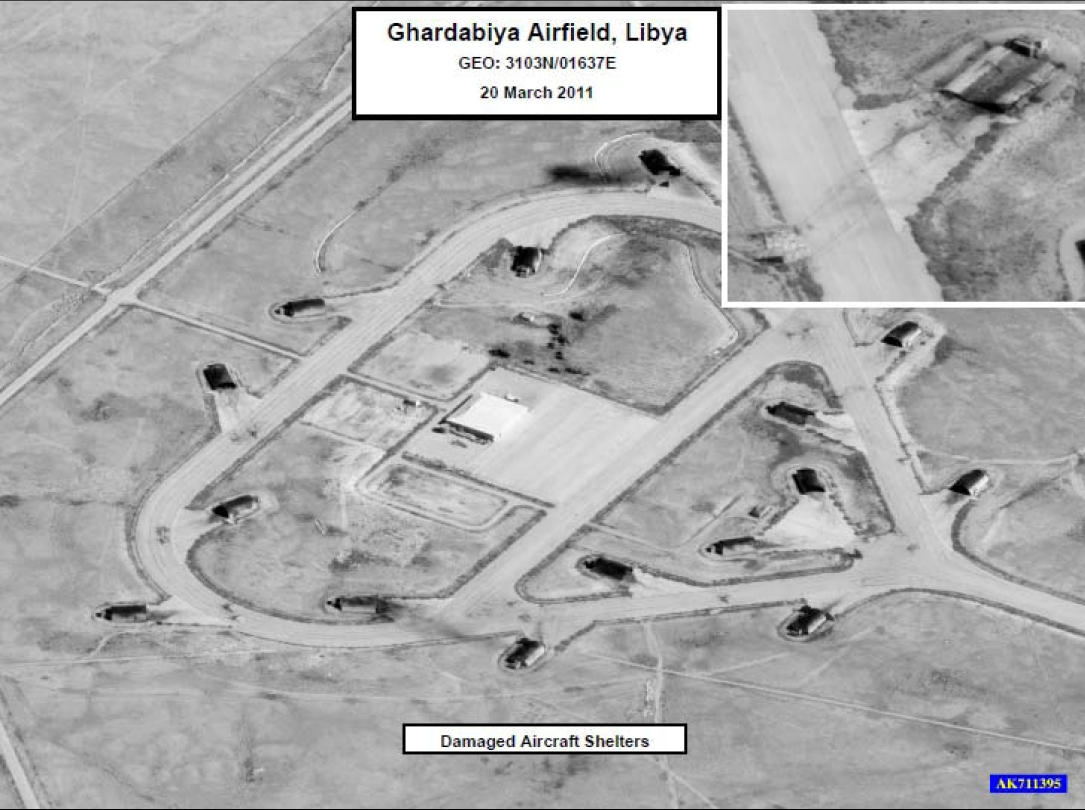
Dommages de l'aérodrome de Ghardabiya après avoir été attaqué par les avions de la coalition, le 20 mars 2011

À Brega, un Mirage F-1 a été détruit, et à Ra's Lanuf, un Sukhoi Su-24 et un hélicoptère d'attaque (probablement un Mi-24) ont également été abattus. Le nombre exact et les types d'appareils qui ont été abattus n'ont jamais été confirmés par le gouvernement libyen ou par des sources indépendantes. En utilisant la puissance aérienne, l'armée libyenne a vérifié l'avance de l'opposition vers l'ouest, en direction de Ben Jawad, début mars. Le 13 mars 2011, Ali Atiyya, un colonel de la FAJAL et affecté sur l'aéroport militaire de Mitiga, près de Tripoli, a annoncé qu'il avait fait défection et rejoint la révolution. Les rebelles ont affirmé avoir abattu, à l'extérieur de Bohadi, ce qui semblait être un MiG-21. Le 17 mars, un Su-22M-3K libyen est détruit au-dessus de la base aérienne de Benina. Le pilote s'est éjecté en toute sécurité avant d'être capturé. Toujours le même jour, un MiG-21UM de la force aérienne libyenne libre s'est écrasé après le décollage de l'aéroport de Benina pour des raisons techniques problèmes. Il provenait de la base aérienne de Ghardabiya, près de Syrte, dont le pilote avait fait défection la veille.
Le 19 mars 2011, un MiG-23BN rebelle est abattu au-dessus de Benghazi par les forces de défense aérienne rebelles à la suite d'une erreur d'identification de leur part. Le pilote s'est éjecté mais à une altitude trop basse pour que son parachute puisse s'ouvrir correctement,.
Deux jours plus tard, le Conseil de sécurité des Nations unies adopta la résolution 1973 qui a légitimait une intervention auprès des rebelles libyens. Les navires de guerre britanniques et des États-Unis lancèrent plus de 120 missiles de croisière Tomahawk contre les défenses aériennes libyenne, et quatre bombardiers furtifs américains B-2 attaquèrent plusieurs aérodromes.
Le 23 mars 2011, Vice-maréchal de l'air britannique Greg Bagwell, affirmait que la force aérienne de la Jamahiriya arabe libyenne "n'existe plus en tant que force de combat" et que les défenses aériennes libyennes ont été endommagés au point que les forces de l'OTAN peuvent désormais opérer dans l'espace aérien libyen "en toute impunité".
Le 24 mars 2011, un Rafale français détruisit un monoréacteur Soko G-2 Galeb qui venait d'atterrir, près de Misrata. Le 26 mars 2011, l'aviation française a indiqué que cinq avions Soko G-2 Galeb ont été détruits au sol, sur l'aéroport de Misrata, ainsi que deux hélicoptères Mi-35. Des images satellites ont finalement montré que les cinq aéronefs à voilure fixe étaient des MiG-23.
Un F-16 de la Composante air belge bombarda un Su-22M-3K de l'armée de l'air libyenne lors d'une opération le 27 mars.
Le 7 mai 2011, après des semaines complètes d'inactivité, la force aérienne de la Jamahiriya arabe libyenne effectua, avec succès, un raid aérien sur des dépôts de carburant tenus par les rebelles à Misrata. Les rebelles ont déclaré que le raid a été mené par des avions pulvérisateur, probablement des avions d'attaque légers SF.260 qui décollaient de l'aéroport de Misrata. L'OTAN n'a pas réussi à intercepter la mission de bombardement.
Après la défaite des forces loyales à Mouammar Kadhafi et la victoire des rebelles en octobre 2011, la zone d'exclusion aérienne est levée. Les Mirage F1 et leur pilote ayant fait défection à Malte 21 février 2011, sont finalement restitués à la force aérienne libyenne un an plus tard, jour pour jour.

## Anciennes dénominations et cocardes
Depuis sa création en 1951, l'armée de l'air libyenne a changé plusieurs fois sa dénomination ainsi que sa cocarde.
| Dénomination                                   | Cocarde | Années    |
| ---------------------------------------------- | ------- | --------- |
| Force aérienne royale libyenne                 |         | 1951-1969 |
| Force aérienne de la république arabe libyenne |         | 1969-1977 |
| Force aérienne de la Jamahiriya arabe libyenne |         | 1977-2011 |
| Forces aériennes de la Libye libre             |         | 2011      |